# Utetheisa flava
Utetheisa flava là một loài bướm đêm thuộc phân họ Arctiinae, họ Erebidae.